# Paspalum forsterianum
Paspalum forsterianum là một loài thực vật có hoa trong họ Hòa thảo. Loài này được Flüggé mô tả khoa học đầu tiên năm 1810.